# Dragon Crusaders
Pour plus de détails, voir Fiche technique et Distribution.
Dragon Crusaders est un film américain réalisé par Mark Atkins, sorti en 2011. Il met en vedettes Dylan Jones, Cecily Fay et Feth Greenwood. Il est sorti le 27 septembre 2011 aux États-Unis et le 8 février 2012 en DVD.

## Synopsis
Un groupe de Templiers fugitifs attaque un bateau pirate. Ils sont victimes d'une malédiction qui les fait se transformer en monstres hideux. Pour combattre la malédiction et sauver le monde, ils doivent vaincre le Sorcier (le Dragon Noir) qui est déterminé à les détruire.

## Distribution
- Dylan Jones : John le brave.
- Cecily Fay : Aerona.
- Feth Greenwood : Eldred le fort.
- Shinead Byrne : Neem.
- Tony Sams : Sigmund.
- Simon Lloyd-Roberts : Maldwyn.
- Charles Barrett : Harad.
- Christian Howard : Calvain.
- Gary Crosbie : Gerald.
- Ambrose Flemming : Anthony.
- Mark Richard Hayes : Janzoon.
- Mike Lockley : Gruffud.
- William Huw : Gronwy.
- Kathy Francis : la sorcière de Caer’lo.
- Iona Thonger : reine de la forêt.
- Steve McTigue : Faolon, le sorcier dragon.
- Carys Eleri : sorcière de Caer’lo.
- Nia Ann : sorcière de Caer’lo[1].

## Production
Le tournage a eu lieu au Château de Gwrych, à Abergele et Conwy, au Pays de Galles, et au Royaume-Uni.

## Réception critique
Dragon Crusaders a généralement reçu des critiques mitigées.
Dragon Crusaders a un score d’audience de 19% sur Rotten Tomatoes.